# Équipe du Cambodge féminine de football
Cet article traite de l'équipe féminine. Pour l'équipe masculine, voir Équipe du Cambodge de football.
Maillots
L'équipe du Cambodge féminine de football est l'équipe nationale qui représente le Cambodge dans les compétitions internationales de football féminin. Elle est gérée par la Fédération du Cambodge de football.
La sélection n'a jamais participé à une phase finale de Coupe du monde, de Coupe d'Asie ou des Jeux olympiques.

## Histoire
L'équipe fait ses débuts sur la scène internationale à l'occasion d'un match de la phase de groupes du Championnat d'Asie du Sud-Est féminin de football disputé à Palembang le 30 juin 2018 contre le Timor oriental ; les Cambodgiennes s'imposent sur le score de 12 buts à 0,.